# Andrzej Gorzkowski
Andrzej Ludwik Gorzkowski (ur. 1811 – zm. prawdop. w 1857) – spiskowiec galicyjski.

## Życiorys
Ukończył z odznaczeniem gimnazjum św. Anny w Krakowie, studiował na Uniwersytecie Jagiellońskim, specjalizując się w zagadnieniach energii elektrycznej i cieplnej. Napisał pracę doktorską na temat „O związku elektryczności z magnetyzmem, ciepłem i światłem" i podjął pracę na Uniwersytecie.
Równocześnie z pracą uniwersytecką Gorzkowski związał się z podziemiem. Wstąpił do Stowarzyszenia Ludu Polskiego, reprezentując w nim lewy, radykalny odłam. Wkrótce przeszedł z SLP do Powszechnej Konfederacji Narodu Polskiego, która miała radykalniejszy program aniżeli SLP.
W marcu 1838 wpadł w zasadzkę policji i został aresztowany. Po krótkim dochodzeniu z powodu braku dowodów został wypuszczony, jednak wskutek zatrzymania został zwolniony z pracy na uniwersytecie. Ponadto dyplom doktorski zamknięto w archiwum uniwersyteckim, żeby mu uniemożliwić wykonywanie podobnego zajęcia w innym miejscu. W tej sytuacji musiał utrzymywać się z lekcji prywatnych.
Relegowanie z uniwersytetu i uraz na tle złamanej kariery naukowej popchnęły Gorzkowskiego jeszcze mocniej w podziemie. Nawiązał kontakt z Centralizacją Towarzystwa Demokratycznego Polskiego.
Z obawy przed jego fanatyzmem oraz niezdolnością do pracy zespołowej, organizacja, aby oddalić Gorzkowskiego z Krakowa, powierzyła mu nadzór spisku we Wrocławiu. Jednak tam kontynuował swoje intrygi, co spowodowało odsunięcie go na boczny tor.
22 stycznia 1846 Gorzkowski zjawił się w Krakowie, gdzie czekał już na niego Ludwik Mierosławski. W nowym mieszkaniu Gorzkowskiego znowu odbywały się narady, które miały za cel ostateczne przygotowanie powstania.
18 lutego 1846 wojska austriackie pod dowództwem gen. Ludwiga Collina zajęły Kraków. Spiskowcy zaczęli się zastanawiać nad odwołaniem powstania. 20 lutego Gorzkowski niespodziewanie, na czele nielicznej grupy powstańców zaatakował i rozproszył patrole szwoleżerów w Chrzanowie, czym zdezorientował dowództwo okupacyjne. Gen. Collin, myśląc iż ma do czynienia z dużymi siłami Polaków, wycofał się z miasta. W nocy z 21 na 22 lutego wybuchło powstanie krakowskie. Gorzkowski pragnął natychmiastowej dalszej walki, ale przytomnie powstrzymywany przez Tysowskiego 24 lutego zamilkł i znikł z pola widzenia.
Po klęsce 1846 Gorzkowski nie wrócił do życia politycznego. Ożenił się z bogatą krakowską mieszczką, i razem prowadzili stancję dla studentów.

## Literatura
- Ryszard Sadaj - "Kto był kim w Galicji", Kraków 1993, ISBN 83-7081-089-6